# Simplon (departament)
Departamentul Simplon (franceză Département Simplon) a fost un departament al Franței din perioada Primului Imperiu. 
Departamentul a fost format în urma anexării Republicii Rodanice, republică marionetă a Franței, detașată din Republica Elvețiană în 1802. Scopul anexării a fost acela de a controla cele mai importante trecători din Alpi, în condițiile în care Napoleon pierdea treptat controlul asupra teritoriilor elvețiene.
Departamentul este numit după râul Pasul Simplon, una dintre cele mai accesibile trecători din Alpi. Reședința departamentului a fost orașul Sion. Departamentul este divizat în 3 arondismente și 13 cantoane astfel:
- arondismentul Sion, cantoanele: Hérémence, Leuk, Sierre și Sion,
- arondismentul Brigue, cantoanele: Brigue, Conche, Mörel, Raron și Viège
- arondismentul Saint-Maurice, cantoanele: Entremont, Martigny, Monthey și Saint-Maurice

În urma înfrângerii lui Napoleon teritoriul devine Cantonul Valais din Elveția.